# Gustavsbergs OK
Gustavsbergs OK är en svensk orienteringsklubb i Gustavsberg. Den bildades 2005 när orienteringssektionen inom Gustavsbergs IF bröts ut. Sektionen hade inrättats 1948, men redan 1927 korades den första klubbmästaren.
Klubben vann 10-mila 1978 och 1980. Björn Nordin, Magnus Haraldsson, Arne Johansson, Anders Nilsson och Göran Andersson har representerat klubben.